# Đinh Văn Nơi
Đinh Văn Nơi (sinh năm 1976) là một tướng lĩnh Công an nhân dân Việt Nam, hàm Trung tướng. Ông hiện là Ủy viên Đảng ủy Công an Trung ương, Bí thư Đảng ủy, Cục trưởng Cục An ninh chính trị nội bộ (A03).

## Xuất thân
Đinh Văn Nơi sinh năm 1976, quê quán phường Long Hòa, quận Bình Thủy, thành phố Cần Thơ. Ông có trình độ tiến sĩ ngành An ninh và Trật tự xã hội.
Năm 1993, ông nhập ngũ tại Tiểu đoàn Tây Đô, một đơn vị quân đội chủ lực của tỉnh Cần Thơ cũ.
Năm 1998, ông chuyển ngành sang công tác tại Công an thành phố Cần Thơ.
Trước khi được Bộ Công an bổ nhiệm làm Giám đốc Công an tỉnh An Giang vào tháng 6 năm 2020, ông làm Phó Giám đốc Công an thành phố Cần Thơ, sau đó được bổ nhiệm làm Giám đốc Công an tỉnh An Giang.
Ngày 21 tháng 1 năm 2021, Thường trực Ban Bí thư Trần Quốc Vượng ký quyết định chỉ định Đại tá Đinh Văn Nơi, Giám đốc Công an tỉnh, tham gia Ban Chấp hành, Ban Thường vụ Tỉnh ủy An Giang nhiệm kỳ 2020-2025.

### Công an tỉnh Quảng Ninh

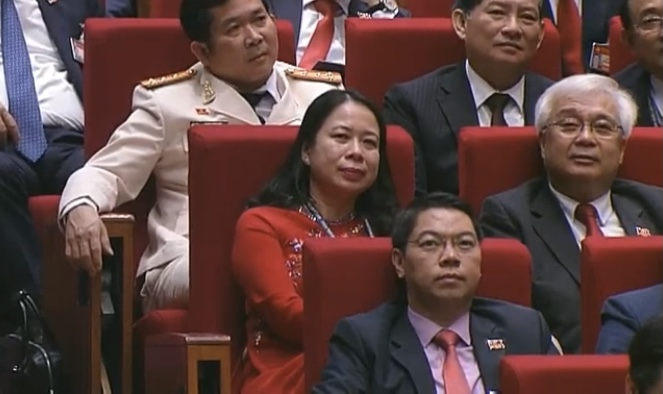
Đại tá Đinh Văn Nơi (mặc lễ phục Công an nhân dân, ngồi trên) tại Đại hội XIII, năm 2021

Tháng 8 năm 2022, ông được Bộ Công an điều động đến nhận công tác và giữ chức vụ Giám đốc Công an tỉnh Quảng Ninh từ ngày 1 tháng 9 năm 2022.
Ngày 24 tháng 12 năm 2022, tại Hội nghị tổng kết công tác năm 2022, triển khai công tác và phát động phong trào thi đua "Vì an ninh Tổ quốc" năm 2023 của Công an tỉnh Quảng Ninh, ông được trao tặng Huân chương Chiến công hạng Nhì của Chủ tịch nước.
Ngày 9 tháng 1 năm 2023, ông được Chủ tịch nước quyết định thăng hàm Thiếu tướng.
Ngày 12 tháng 1 năm 2023, Ban Thường vụ Tỉnh ủy Quảng Ninh tổ chức hội nghị công bố quyết định của Ban Bí thư về việc chỉ định Thiếu tướng Đinh Văn Nơi, Giám đốc Công an tỉnh Quảng Ninh, tham gia Ban Chấp hành, Ban Thường vụ Tỉnh ủy Quảng Ninh nhiệm kỳ 2020-2025.
Tháng 8 năm 2024, Ông được điều động về Bộ Công an giữ chức Bí thư đảng uỷ,  Cục trưởng cục an ninh chính trị nội bộ A03 và tham gia Đảng ủy Công an Trung ương. 
Ngày 23 tháng 7 năm 2025, Ông được Chủ tịch nước Lương Cường thăng quân hàm từ Thiếu tướng lên Trung tướng. 

## Lịch sử thụ phong cấp bậc hàm
| Năm thụ phong | 2010     | 2013     | 2016      | 2019   | 1/2023      | 7/2025      |
| ------------- | -------- | -------- | --------- | ------ | ----------- | ----------- |
| Quân hàm      |          |          |           |        |             |             |
| Cấp bậc       | Thiếu tá | Trung tá | Thượng tá | Đại tá | Thiếu tướng | Trung tướng |

## Khen thưởng
- Huân chương Chiến công hạng Nhất[8]
- Huân chương Chiến công hạng Nhì[5]